# Rubus xanthoneurus
Rubus xanthoneurus är en rosväxtart som beskrevs av Wilhelm Olbers Focke. Rubus xanthoneurus ingår i släktet rubusar, och familjen rosväxter.

## Underarter
Arten delas in i följande underarter:
- R. x. brevipetiolatus
- R. x. glandulosus